# Albacete

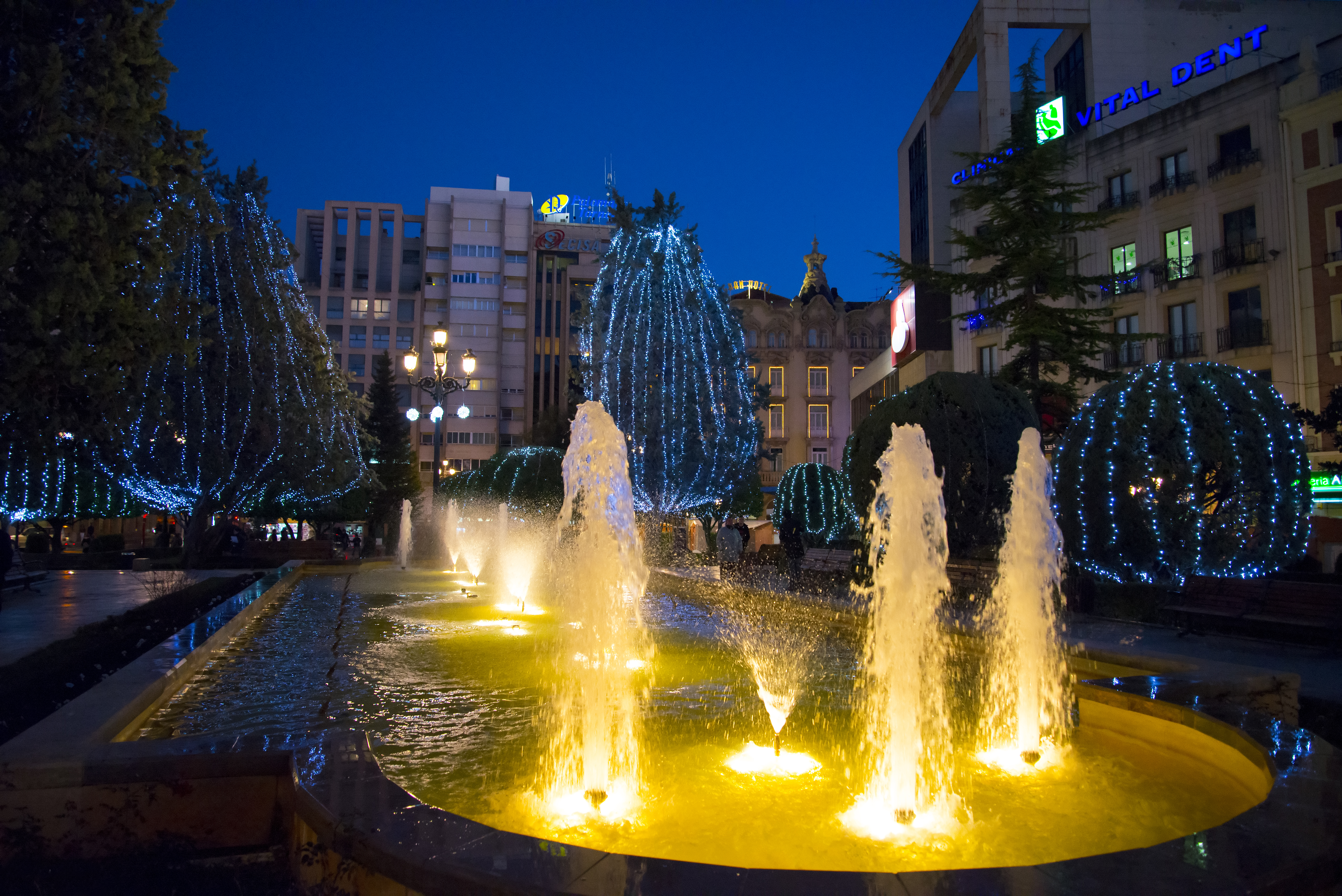
Platz in Albacete

Albacete ist die Hauptstadt der gleichnamigen spanischen Provinz Albacete in der Autonomen Gemeinschaft von Kastilien-La Mancha. Die Stadt ist Bischofssitz für das Bistum Albacete und Standort der Universität Kastilien-La Mancha.

## Lage und Klima
Die Stadt Albacete liegt westlich der Küstengebirge im Südosten Spaniens und der La Mancha in einer Höhe von ca. 685 m. Die spanische Hauptstadt Madrid ist ca. 250 km (Fahrtstrecke) in nordwestlicher Richtung entfernt; bis zu den Küstenstädten Valencia und Alicante sind es ca. 190 bzw. 170 km. Das Klima ist meist warm bis heiß; Regen (ca. 400 mm/Jahr) fällt hauptsächlich im Winterhalbjahr.

## Bevölkerungsentwicklung
| Jahr      | 1857   | 1900   | 1950   | 2000    | 2021    |
| Einwohner | 16.607 | 21.512 | 71.822 | 149.665 | 172.722 |

Die Reblauskrise im Weinbau und die Mechanisierung der Landwirtschaft haben im 20. Jahrhundert zu einer Landflucht und zu einem starken Bevölkerungswachstum in den Städten geführt.

## Wirtschaft

### Unternehmen
Albacete ist das wirtschaftliche und dienstleistungsmäßige Zentrum einer wesentlich von der Landwirtschaft (darunter auch Weinbau) bestimmten Region. Aber auch die industrielle Entwicklung hat ein vergleichsweise hohes Niveau erreicht. Es gibt mehrere Gewerbegebiete (z. B. Parque Empresarial de Campollano, Polígono Industrial de Romica, Polígono Industrial Camporroso oder der Parque Aeronáutico y Logístico de Albacete).
Der enorme Bedarf Spaniens an Solarmodulen ließ im Jahre 2005 auch in Albacete eine Produktionsstätte entstehen, die von der einheimischen Firma „Gruposolar“ betrieben wird. Zudem befindet sich am Rande des Flughafens Albacete seit dem Jahr 2007 ein Eurocopter-Werk. Die heutige Airbus Helicopters übernahm seinerzeit die Rumpf- und Endfertigung der Eurocopter Tiger, NH90 sowie EC 135 für spanische Kunden.

### Verkehr
Die Eisenbahn erreichte Albacete am 18. März 1855. Die Strecke der Sociedad del Ferrocarril de Madrid a Aranjuez verband Albacete mit Madrid. Am 26. Mai 1858 war die Strecke Madrid-Alicante durchgehend fertiggestellt und wurde von der Compañía de los Ferrocarriles de Madrid a Zaragoza y Alicante (MZA) betrieben. Ab dem 19. November desselben Jahres konnte auch Valencia mit der Eisenbahn erreicht werden. 1941 wurde die Eisenbahn von der staatlichen RENFE übernommen. Im Jahr 1967 erhielt Albacete einen neuen Bahnhof im Osten der Stadt. Der alte MZA-Bahnhof und die Strecke entlang des Paseo de la Cuba wurden stillgelegt.
Albacete hätte mit der Strecke Baeza–Utiel eine direkte Verbindung in Richtung Cordoba–Sevilla und in Richtung Teruel–Saragossa erhalten sollen. Die Strecke wurde in den Jahren 1927 bis 1928 bewilligt und die Bauarbeiten begonnen, nach einer Unterbrechung durch den Zweiten Weltkrieg gingen die Arbeiten in den 1960er Jahren weiter. Es wurden die Schienen zwischen Villarrodrigo an der Grenze zur Provinz Jaén und Albacete verlegt, die Strecke ging aber nie in Betrieb. 1984 wurde das Projekt endgültig aufgegeben und 1991 die Schienen wieder abgebaut damit die Trasse für eine Via Verde, einen Bahntrasseradweg genutzt werden kann.

## Geschichte

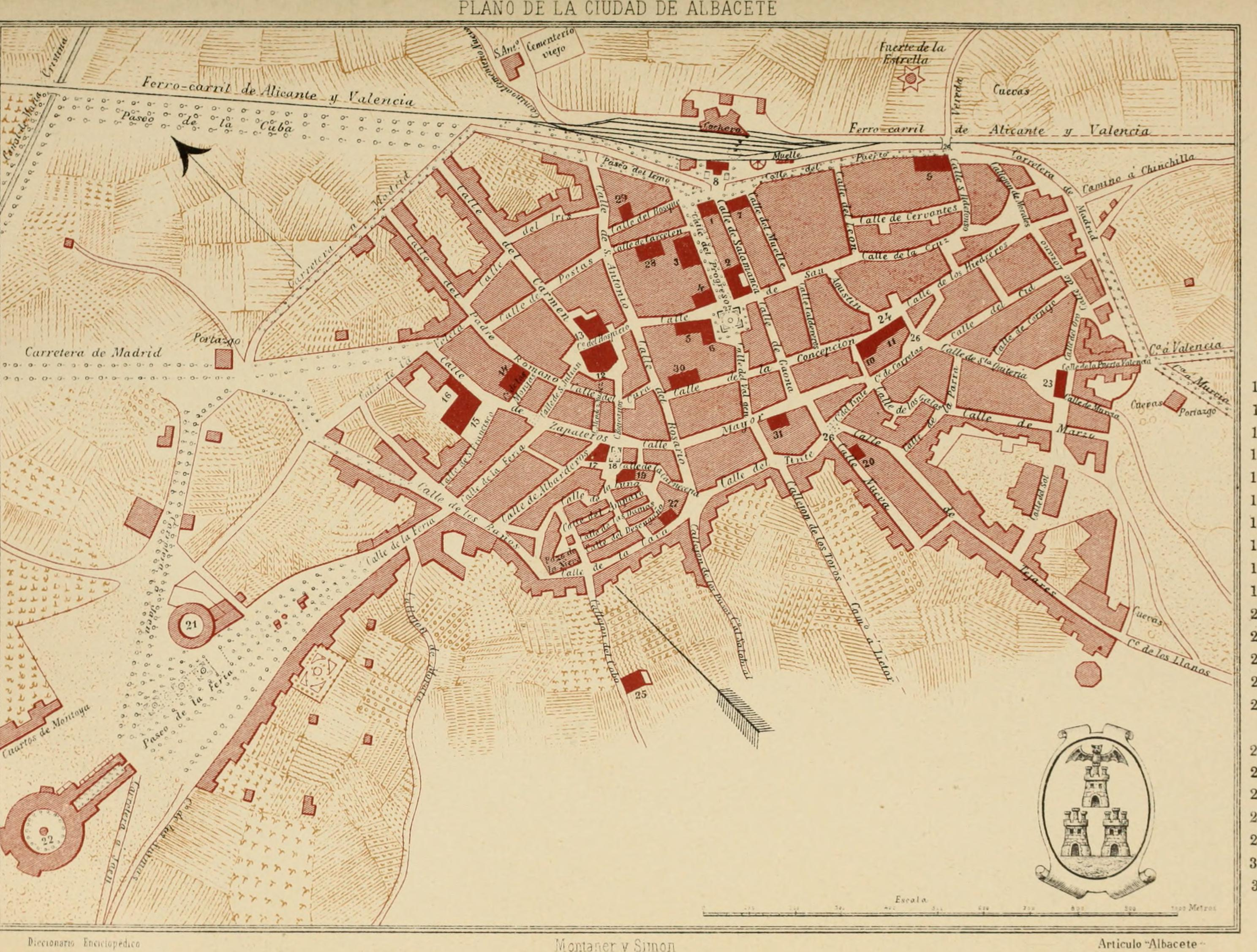
Älterer Plan von Albacete

Die Region um Albacete war sowohl in der Bronzezeit als auch in iberischer und römischer Zeit nur dünn besiedelt; entsprechende Funde sind im Regionalmuseum Museo de Albacete ausgestellt. Die im 8. Jahrhundert hier siedelnden Mauren nannten die von ihnen gegründete Stadt البسيط / al-Basīṭ / ‚die Ebene‘. Die Rückeroberung (reconquista) der Region fand erst knapp 30 Jahre nach der für die Christen siegreichen Schlacht bei Las Navas de Tolosa (1212) im Jahr 1241 statt; der damals regierende König war Ferdinand III. von Kastilien. Albacete gehörte bis zur Erteilung der Stadtrechte (villa) im Jahr 1375 zur damals deutlich größeren Nachbarstadt Chinchilla de Montearagón.

## Sehenswürdigkeiten
- Die weitaus meisten und bedeutendsten Bauten der Stadt stammen aus dem 19. und 20. Jahrhundert.
- Mit dem Bau der Kathedrale, einer dreischiffigen Hallenkirche, wurde im Jahr 1515 begonnen; ihre Fertigstellung erfolgte jedoch erst im Jahr 1949.
- Das Museo de Albacete bietet ein breites Spektrum zur Stadtgeschichte.[6]
- Das Museo Municipal de la Cuchillería bietet Einblicke in die lange Tradition der Messerherstellung.[7]

## Söhne und Töchter der Stadt
- Alberto Iniesta Jiménez (1923–2016), katholischer Geistlicher, Weihbischof in Madrid
- José Vicente Ortuño (1935–1998), Schriftsteller
- José Luis Cuerda (1947–2020), Regisseur und Drehbuchautor
- Juan Carlos Arce (* 1958), Romancier, Autor von Theaterstücken und Anwalt
- Joaquín Reyes (* 1974), Komiker, Schauspieler und Zeichner
- Esther Cañadas (* 1977), Schauspielerin und Model
- Sisinio González (* 1986), Fußballspieler
- Alba Redondo (* 1996), Fußballspielerin
- Manuel Guijarro (* 1998), Leichtathlet
- Rodrigo Zalazar (* 1999), Fußballspieler
- Carlos Sánchez Jover (* 2000), Tennisspieler

## Städtepartnerschaft
- Posadas, Argentinien
- Reconquista, Argentinien
- Udine, Italien